# Qaqqarsuatsiq

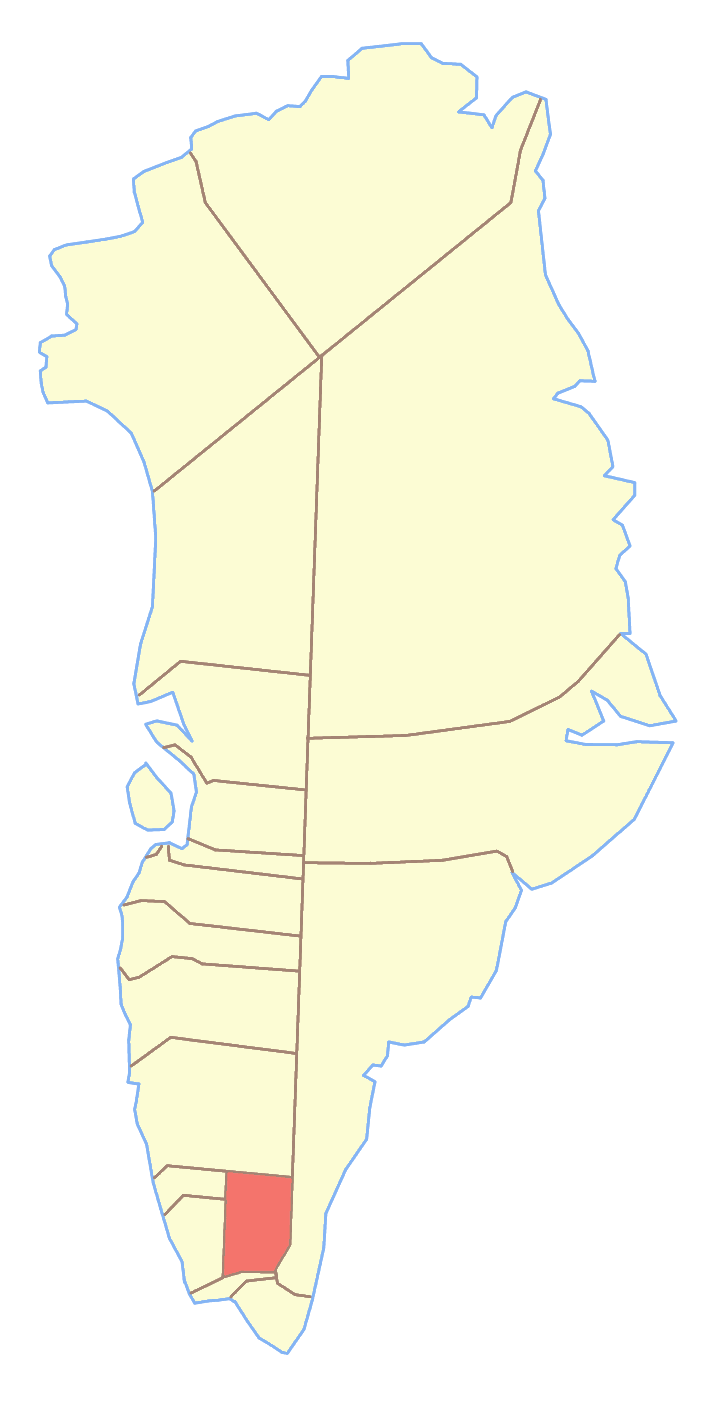
Ex comune di Narsaq, dove si trovava il Qaqqarsuatsiq

Il Qaqqarsuatsiq è una montagna della Groenlandia di 702 m. Si trova a 60°56'N 45°13'O; appartiene al comune di Kujalleq.